# 普夫赖姆德
普夫赖姆德是德国巴伐利亚州的一个市镇。总面积51.45平方公里，总人口5464人，其中男性2756人，女性2708人（2011年12月31日），人口密度106人/平方公里。